# 堂子
堂子（穆麟德轉寫：tangse）是满人祭天祭神的场所。早在清朝崛起之前，女真民间即设堂子。《兩世罕王傳》作俠倡唐舍，亦能稱堂色、堂澀，乾隆朝始改定堂子為漢譯，原稱祭堂子為祭廟。崇德元年（1636年），皇太极令民间禁设，堂子遂成为宫廷专有。清顺治元年（1644年），清军攻克北京，即建堂子于玉河桥东，长安左门外。即今台基厂大街北端。《辛丑条约》签订之后，东交民巷地区成为使馆区，清廷为保存面子，被迫将堂子迁至南河沿南口，即今北京贵宾楼饭店处。另兩處場所為坤寧宮和寧壽宮區。
堂子建制带有其民族自身的诸多特色，与中华传统庙堂有显著区别。其拜天圜殿为北向，与天坛之南向相反，院内还设有属于皇帝、皇子及八旗亲王、郡王、贝勒、贝子等的73个石座，祭祀前，石座要插上松木杆，称为“神杆”。
堂子为专属满洲薩滿教的祭祀场所。每年元旦，必先祭祀于此，皇帝、皇子等人各就相应杆下行礼。康熙年间定制，祭祀堂子，不准汉官参与。故堂子鲜为人知。